# Мурахоїдові
Мурахоїдові (Myrmecophagidae) — родина ссавців ряду неповнозубих. Включає 2 роди і 3 види сучасних істот, поширених у тропічних лісах Центральної та Південної Америки.

## Таксономія
- Ряд: Pilosa
  - Підряд: Folivora
  - Підряд: Vermilingua
    - Родина: Cyclopedidae
      - Рід: Cyclopes
        - Вид: Cyclopes didactylus

    - Родина: Myrmecophagidae
      - Рід: Protamandua †
      - Рід: Myrmecophaga
        - Вид: Myrmecophaga tridactyla

      - Рід: Neotamandua †
      - Рід: Tamandua
        - Вид: Tamandua mexicana
        - Вид: Tamandua tetradactyla

## Опис
Розміри варіюються від 3–8 кг для роду Tamandua до великого мурахоїда, чия вага перевершує 30 кг, а довжина тіла — 1,2 м. Самці більші за самок. У всіх мурахоїдів довгі, трубкоподібні морди з маленькою, вузькою ротовою щілиною. Вуха невеликі, округлі; очі маленькі. У Tamandua хвіст хапальний, на кінці голий. Передні лапи п'ятипалі, озброєні довгими і гострими гачкуватими кігтями; особливо розвинений кіготь на III пальці (до 10 см). Задні лапи 4- або 5-палі, з коротшими кігтями. Дуже довгий, червоподібний язик слугує ловецьким органом: він змочується липкою слиною, що виділяється слинними залозами. У великого мурахоїда його довжина досягає 60 см; це більше, ніж у будь-якого іншого сухопутного звіра. Тіло покрите густим волоссям; коротким і м'яким (карликовий мурахоїд) або довгим і грубим (великий мурахоїд). Забарвлення досить контрастне, від сірого до золотисто-бурого на спині, жовтувате або сірувато-біле на животі; для тамандуа характерні чорнуваті смуги або обширна чорна пляма на тулубі.
Череп подовжений і виглядає крихким, але насправді його кістки товсті і міцні. Зуби повністю відсутні. Скуласта дуга незамкнута. Крилоподібні кістки, що змикаються, значно збільшують протяжність твердого піднебіння (великий мурахоїд і тамандуа). Передщелепна кістка дуже маленька, з'єднана із верхньощелепною кісткою  лише хрящем. Нижня щелепа тонка, довга і слабка.
Поширені мурахоїди від Мексики через Центральну Америку до Болівії, Бразилії і Парагваю. Населяють головним чином тропічні ліси, але зустрічаються і у відкритих районах саван, по берегах річок. Ведуть наземний (великий мурахоїд), деревний (карликовий мурахоїд) або наземно-деревний (тамандуа) спосіб життя. Активні переважно в сутінки і вночі. Харчуються майже виключно мурахами і термітами, чиї споруди розривають могутніми передніми лапами, після чого збирають комах своїм клейким язиком. Рідше поїдають бджіл і личинок жуків; у неволі великий мурахоїд їсть також фрукти. Зубів у мурахоїдів немає, проте пілоричний відділ шлунка, забезпечений потужною мускулатурою, котра допомагає перетирати їжу.
У мурахоїдів прекрасний нюх, але слабкий слух і зір. Могутні кігті добре захищають їх від хижаків. Спосіб життя вони ведуть одинокий; виняток становлять самки з дитинчатами. Розмножуються раз на рік, народжують 1 дитинча, якого самка носить на спині.
Представники цієї родини у вигляді викопних останків відомі в Південній Америці з раннього міоцену, проте родина мурахоїдів, ймовірно, старіша. Зараз ці тварини стали досить нечисленними, проте вони не охороняються законом.